# 寿王坟镇
寿王坟镇，是中华人民共和国河北省承德市鹰手营子矿区下辖的一个乡镇级行政单位。

## 行政区划
寿王坟镇下辖以下地区：
寿王坟南社区、寿王坟北社区、罗圈沟村、南沟村和郑家庄村。